# Niels Larsen Stevns

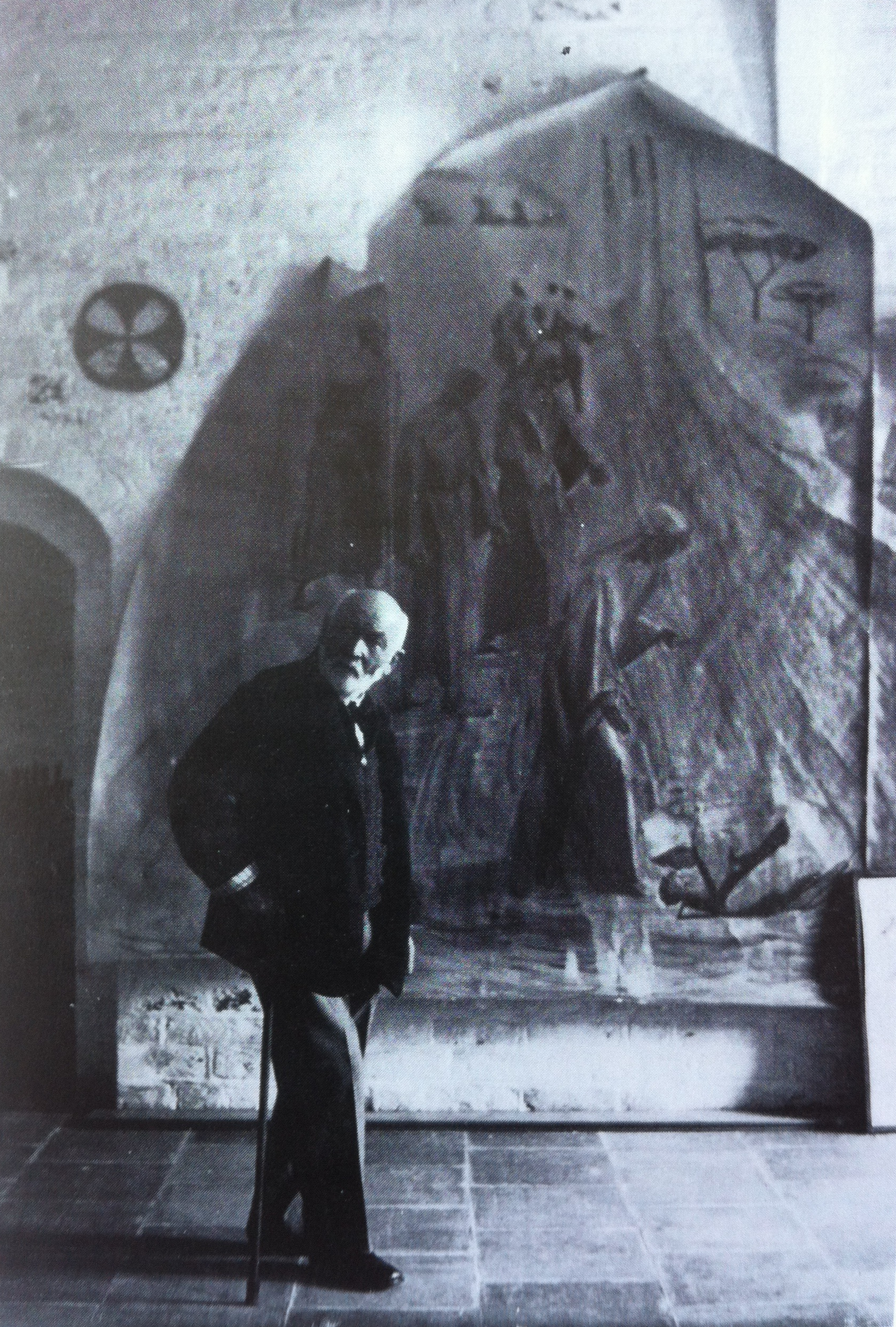
Niels Larsen Stevns i Helligåndshuset i Slagelse 1938.

Niels Larsen Stevns, född den 9 juli 1864 nära Store Heddinge, död den 27 september 1941 på Frederiksberg, var en dansk målare och skulptör.

## Biografi
Stevns var Joakim Skovgaards främste medarbetare i arbetet med freskerna i Viborgs domkyrka 1901–1906. Påverkad av Skovgaard men i en mera modernt förenklad och färguppdriven stil än denne, målade Stevns senare bibliska kompositioner. En något kantig teckning utmärker hans italienska landskap i akvarell och även hans 1933 fullbordade fresker ur H. C. Andersens liv i diktarens minneshall i Odense och i helgeandshuset i Slagelse.
Hans mäktiga och mycket personliga monumentalmåleri präglas av ljusa färger och en klar och expressiv form. 
Niels Larsen-Stevns är representerad vid bland annat Moderna museet.